# نيكوتينات الإيتوفيلين
نيكوتينات الإيتوفيلين (بالإنجليزية: Etofylline nicotinate)‏ هو موسع للأوعية.